# Kimura Takuya
Kimura Takuya (Nhật: 木村 拓哉 Hepburn: Kimura Takuya, sinh ngày 13 tháng 11 năm 1972) là một nam diễn viên, ca sĩ và người dẫn phát thanh người Nhật Bản. Anh được xem là một biểu tượng của Nhật Bản sau khi gặt hái thành công trong vai trò diễn viên. Anh còn là thành viên nổi tiếng của SMAP, một trong những nhóm nhạc nam bán đĩa chạy nhất ở châu Á.
Bộ phim truyền hình dài tập Long Vacation (1996), trong đó anh đảm nhận vai chính đầu tiên đã gặt hái thành công vang dội, làm ra đời cụm từ gọi là "hiện tượng Lon-bake". Anh được mệnh danh là "Ông hoàng rating", khi các bộ phim truyền hình tiếp theo của anh tiếp tục có tỷ suất người xem (rating) cao và mỗi bộ phim đều trở thành hiện tượng xã hội sau khi được phát sóng. 5 trong số các tác phẩm của anh được liệt trong 10 bộ phim truyền hình được xem nhiều nhất ở Nhật Bản, trong đó cao nhất là bộ phim truyền hình Hero (2001). Anh còn đóng vai chính trong các bộ phim bom tấn, có thể kể đến Bushi no Ichibun (2006), Hero (2007) và Lâu đài bay của pháp sư Howl (vai trò diễn viên lồng tiếng, 2004).
Kimura còn nổi danh nhờ vai lồng tiếng Yagami Takayuki trong các trò chơi điện tử Judgement và Lost Judgement.

## Sự nghiệp

### Âm nhạc
Năm 1987, ở tuổi 15, Kimura đã thử giọng để gia nhập Johnny & Associates, một công ty tài năng chuyên tuyển dụng và đào tạo các chàng trai trẻ trở thành ca sĩ và thành viên của các nhóm nhạc nam. Mùa thu năm 1987, 20 chàng trai trẻ (tính cả Kimura) được tập hợp thành một nhóm có tên The Skate Boys, ban đầu được thành lập với tư cách vũ công hỗ trợ cho một nhóm nhạc nam nổi tiếng, Hikaru Genji. Tháng 4 năm 1988, nhà sản xuất Johnny Kitagawa đã chọn 6 trong số 20 chàng trai để thành lập một nhóm nhạc nam mới: "SMAP."
Năm 2020, Kimura phát hành album solo đầu tiên mang tên "Go with the Flow". Album bao gồm các bài hát được các ban nhạc và nghệ sĩ nổi tiếng như [ALEXANDROS], Superfly, Makihara Noriyuki và Love Psychedelico sáng tác cho Kimura và đã ra mắt ở vị trí số 1 trên Oricon Albums Chart vào tuần phát hành. Một tháng sau, anh tổ chức chuyến lưu diễn kéo dài 4 ngày ở cả Tokyo và Osaka mang tên "TAKUYA KIMURA Live Tour 2020 Go with the Flow". Buổi hòa nhạc được phát hành trên Blu-Ray và DVD vào ngày 8 tháng 7 năm 2020, đồng thời ra mắt ở vị trí số 1 trên Oricon Albums Chart.
Ngày 20 tháng 5 năm 2021, lễ trao giải Weibo Starlight Awards 2020 được tổ chức trực tuyến. Kimura cùng với hai con gái của mình (Cocomi và Kōki) đã được trao giải cùng với các nghệ sĩ phương Tây như Katy Perry, Taylor Swift và Cổ Thiên Lạc.
Kế đến anh phát hành album solo mang tên "Next Destination" vào ngày 19 tháng 1 năm 2022 (tiếp nối "Go with the Flow"). Album có bài hát mang tên "Mojo Drive", sản phẩm hợp tác giữa Kimura và nghệ sĩ nhạc city pop nổi tiếng Yamashita Tatsuro, do Yamashita muốn sáng tác một bài hát để tôn lên giọng nam trung của Kimura sau khi tham dự buổi hòa nhạc solo của anh vào tháng Hai. Yamashita còn sáng tác hai bài hát khác là "Good Luck, Good Time" và "Morning Dew" cho album. Ngoài Yamashita, "Next Destination" còn có các bài hát do Suzuki Kyōka, Akashiya Sanma, Man with a Mission và Itoi Shigesato sáng tác.

### Diễn xuất
Năm 1988, Kimura có vai diễn đầu tay trong một bộ phim truyền hình Abunai Shonen III, cùng với các thành viên trong nhóm nhạc của mình. Sau khi xuất hiện trong một số bộ phim truyền hình, anh lần đầu tiên thu hút sự chú ý sau khi nhận được một vai trong bộ phim truyền hình có tỷ suất người xem cao là Asunaro Hakusho vào năm 1993. Cảnh anh ôm bạn diễn Ishida Hikari từ phía sau đã trở nên phổ biến ở Nhật Bản và sau này cảnh người đàn ông ôm một cô gái từ phía sau được đặt tên là "asunaro daki", nghĩa là "cái ôm của asunaro". Từ năm 1994, nam giới ở Nhật Bản bắt đầu bắt chước thời trang và phong cách của anh, khi mà ngay lập tức quần áo và các mặt hàng thời trang trở thành món đồ ăn khách (chiếc kính gọng đen dày mà anh đeo trong phim Asunaro Hakusho là một trong số đó). Hiện tượng này được gọi chung là "hội chứng Kimutaku". Anh đã giành được giải Ishihara Yūjirō cho nghệ sĩ mới cho màn thể hiện của mình trong Shoot (đây cũng là vai diễn điện ảnh đầu tiên của anh).
Anh có lần đầu đảm nhận vai chính trong Long Vacation (1996). Bộ phim được phát sóng vào tối thứ Hai hàng tuần, gặt hái thành công vang dội và là chương trình có tỷ suất người xem cao nhất năm đó, do đó trở thành một hiện tượng xã hội. Truyền thông nhận định rằng, "phụ nữ biến mất khỏi thành phố vào các ngày thứ Hai", chỉ ra lượng người xem lớn và mức độ say mê của bộ phim đối với phụ nữ ở Nhật Bản. Sau khi Kimura thủ vai một nghệ sĩ dương cầm trẻ tuổi, số nam thanh niên bắt đầu học piano tăng lên nhanh chóng. Tác động và ảnh hưởng văn hóa của bộ phim thường được gọi là "hiện tượng Lonvaca (ron-bake)". Đây cũng là một bước đột phá đối với sự nghiệp diễn xuất của Kimura, giúp anh ấy được công nhận và có lượng người hâm mộ đông đảo hơn.
Năm 2000, anh diễn vai chính trong bộ phim truyền hình Beautiful Life; tác phẩm trở thành bộ phim ăn khách, với tập cuối vượt qua mốc 40% tỷ suất hộ gia đình theo dõi và trở thành chương trình có tỷ suất người xem cao nhất trong khung giờ đó (9:00 tối Chủ nhật). Năm 2001, Kimura đóng vai chính trong Hero, bộ phim truyền hình có tỷ suất người xem cao nhất mọi thời đại ở Nhật Bản và là chương trình duy nhất trong lịch sử có tất cả các tập đều đạt trên 30% tỷ suất hộ gia đình theo dõi. Các bộ phim truyền hình tiếp theo, chẳng hạn như Good Luck!!, Pride và Engine, cũng có lượt theo dõi cao. 5 bộ phim truyền hình thành công nhất của anh gồm: Hero (2001), Beautiful Life (2000), Love Generation (1997), Good Luck!! (2003) và Long Vacation (1996) có mặt trong 10 bộ phim truyền hình có tỷ suất người xem cao nhất lịch sử Nhật Bản.
Năm 2004, anh đóng một vai phụ trong bộ phim điện ảnh 2046 (được đề cử Cannes) và lần đầu tiên bước lên thảm đỏ của Liên hoan phim Cannes. Kimura còn lồng tiếng cho Howl Pendragon, nhân vật chính trong Lâu đài bay của pháp sư Howl của Studio Ghibli năm 2004. Anh là nam diễn viên chính trong Bushi no Ichibun (2006). Mặc dù anh đã được đề cử cho nhiều giải thưởng danh giá cho Bushi no Ichibun (tính cả giải Viện hàn lâm Nhật Bản), công ty quản lý của anh là Johnny & Associates đã từ chối tất cả các đề cử, mặc dù một số tổ chức vẫn công bố anh ấy là người chiến thắng, chẳng hạn như giải Điện ảnh Thể thao Tokyo, mà đứng đầu là Kitano Takeshi và Cinema Junpo. Nhờ thu về hơn 40,3 tỷ yên, bộ phim đã trở thành tác phẩm ăn khách nhất của đạo diễn Yamada Yoji trong suốt sự nghiệp trải dài 4 thập kỷ, cũng như trở thành bộ phim có doanh thu phòng vé cao nhất trong lịch sử Shochiku.
Trong Mugen no jūnin (2017), Miike Takashi đã chọn Kimura cho vai diễn này vì thấy nam diễn viên phù hợp do đời tư của Kimura và sự khác biệt của anh với các thành viên khác của nhóm nhạc SMAP. Ngoài ra, vì Kimura còn nổi tiếng trong cộng đồng người hâm mộ Nhật Bản trong hơn hai thập kỷ vào thời điểm bộ phim được thực hiện, nên anh thấy rằng sức hấp dẫn của mình sẽ thu hút một lượng lớn khán giả hơn. Khi Miike hỏi đội ngũ của mình xem họ nghĩ gì về việc Kimura thủ vai Manji, đội đã phản ứng tiêu cực tin rằng anh sẽ không thể đóng Manji. Tuy nhiên, Miike vẫn thấy rằng nhờ kinh nghiệm đóng phim của Kimura, anh là người phù hợp để đóng vai chính trong phim.
Vị đạo diễn chia sẻ rằng anh đã đích thân chọn Kimura, "một siêu sao chuyển đổi từ thời Showa sang thời Heisei," là "thành viên mạnh nhất thế giới của Băng Miike, trường chiến đấu Ittō-ryū trong ngành công nghiệp điện ảnh của chúng ta." Kimura bày tỏ nhiều suy nghĩ về diễn xuất của mình trong vai Manji, chẳng hạn như cách anh xử lý lớp hóa trang và các phân cảnh hành động. Tuy nhiên, Kimura dính phải một vết thương lớn lúc đang ghi hình, làm cho anh không thể đi lại trong nhiều ngày. Sau cùng Mugen no jūnin được trình chiếu không tranh giải tại Liên hoan Cannes, đây là lần thứ hai Kimura xuất hiện tại sự kiện này.
Năm 2021, có thông báo rằng Kimura sẽ đóng vai chính trong bộ phim truyền hình chuyển thể từ tác phẩm giật gân đề tài môi trường The Swarm của tác giả người Đức Frank Schätzing. Bộ phim hiện đang trong giai đoạn hậu kỳ.
Năm 2022, Kimura được thông báo sẽ thể hiện vai nhân vật lịch sử Oda Nobunaga cùng với Ayase Haruka diễn vai Nohime trong The Legend and Butterfly, bộ phim kỷ niệm 70 năm thành lập Toei vào năm 2023. Đây là lần đầu tiên Kimura đóng vai Nobunaga sau 25 năm, sau khi lần đầu thủ vai samurai thế kỷ 16 này trong bộ phim lịch sử "Nobunaga Oda: The Fool Who Takes The World" (1998) của đài TBS. Phim dự kiến ra mắt vào ngày 27 tháng 1 năm 2023, do Ōtomo Keishi làm đạo diễn và Kosawa Ryota viết kịch bản. Ngày 6 tháng 11 năm 2022, Kimura xuất hiện trong trang phục của Nobunaga tại Lễ hội Gifu Nobunaga thường năm cùng với bạn diễn Itō Hideaki trên lưng ngựa. Lễ hội đã thu hút nửa triệu người (nhiều hơn cả dân số thành phố) với nhiều người hy vọng có thể nhìn thấy Kimura.

### Truyền hình
Với tư cách thành viên của nhóm nhạc nam SMAP, anh từng là đồng MC của chương trình tạp kỹ hàng tuần SMAPxSMAP trong 20 năm cho đến khi nhóm tan rã vào dịp giao thừa năm 2016. Họ đã chào đón một số nhân vật nổi tiếng quốc tế như Michael Jackson, Madonna và Lady Gaga cũng như các vị khách mời người Nhật. Thỉnh thoảng anh cũng xuất hiện với tư cách khách mời trong các chương trình khác, chẳng hạn như trên Jimmy: The True Story of a True Idiot của Netflix và làm khách mời của nhiều chương trình tạp kỹ.
Kể từ năm 2003, Kimura làm MC cho một chương trình tạp kỹ thường niên mang tên Santaku cùng với diễn viên hài Akashiya Sanma để kỷ niệm ngày đầu năm mới. Tuy nhiên vào năm 2017, chương trình chuyển sang phát sóng vào tháng 4 do SMAP chính thức tan rã vào đêm giao thừa năm trước.

### Trò chơi
Khi bắt đầu phát triển trò chơi hành động Judgement, các nhà phát triển tại Sega và Ryu Ga Gotoku Studio đã cân nhắc việc sử dụng một diễn viên nổi tiếng để thể hiện vai chính Yagami Takayuki.
Biên kịch Nagoshi Toshihiro sợ khán giả sẽ cáo buộc họ làm nhân vật bớt cá tính đi do danh tiếng của Kimura. Tuy nhiên, Kimura cởi mở với các đề xuất của đội ngũ và làm việc với các nhà phát triển để xây dựng nhân vật. Sega hài lòng với màn thể hiện của Kimura, lưu ý rằng anh cần số lượt thử ghi âm ít hơn nhiều so với dự đoán của họ. Một số câu thoại đã được viết lại để phù hợp hơn với cách truyền tải của Kimura, nhưng các biên kịch cam đoan rằng những thay đổi này sẽ không đi chệch khỏi tính cách của Yagami. Phần thoại của trò chơi được ghi âm theo trình tự thời gian để người chơi cảm thấy giọng nói của Kimura và nhân vật Yagami cùng phát triển trong cốt chuyện. Kimura rất thích diễn xuất trong trò chơi còn Nagoshi lưu ý về phản hồi nhanh chóng của Kimura trước các tin nhắn của mình. Trái ngược với các tựa game Yakuza trước, trò chơi không được thu âm cho đến khi toàn bộ kịch bản được viết xong, qua đó giúp ích cho Kimura và các diễn viên khác.
Do danh tiếng của Kimura gắn liền với Judgement, người hâm mộ Nhật Bản thường đặt biệt danh cho trò chơi là Kimutaku ga Gotoku (キムタクが如く nghĩa là "Hệt như KimuTaku") với "Kimutaku" là viết tắt của Kimura Takuya trong khi "Gotoku" ("Hệt như" trong tiếng Nhật) nhằm chỉ các tựa game Yakuza gốc của Nhật Bản.
Kimura đã tái thể hiện vai Yagami trong phần tiếp theo của Judgement, mang tên Lost Judgement (phát hành vào ngày 24 tháng 9 năm 2021). Anh thông báo phần tiếp theo trong một sự kiện mang tên "Judgment Day" cùng với tác giả loạt game Nagoshi Toshihiro.

## Đời tư
Kimura kết hôn với ca sĩ Kudō Shizuka vào năm 2000. Họ có hai con gái: Cocomi (sinh ngày 1 tháng 5 năm 2001) và Kõki (sinh ngày 5 tháng 2 năm 2003).

## Hoạt động kinh doanh khác

### Chứng thực sản phẩm
Với tư cách thành viên của SMAP, Kimura cùng với các đồng đội của mình từng là đại sứ cho tập đoàn viễn thông SoftBank. Anh còn nổi tiếng với vai trò là nguyên đại sứ thương hiệu cho nhãn hàng làm đẹp dành cho nam giới GATSBY của Nhật Bản, quảng cáo cho dòng sản phẩm Moving Rubber trứ danh của nhãn hàng. Kimura từng làm đại sứ thương hiệu cho một số nhãn hàng nổi tiếng khác, chẳng hạn như Suntory, Levi's, LINE và Nikon. Anh cũng được công chúng biết đến với vai chính trong một loạt quảng cáo cho Toyota, cùng với Kitano Takeshi và Hugh Jackman. Kimura và Kitano đóng vai Oda Nobunaga và Toyotomi Hideyoshi, trong khi Jackman đóng vai thủy thủ Marco Polo. Cùng với Beyoncé, Kimura từng làm đại sứ thương hiệu cho nhãn hiệu thời trang Nhật Bản Samantha Thavasa.
Kể từ năm 2021, Kimura hiện là đại sứ thương hiệu của McDonald's tại Nhật Bản, và nhà sản xuất ô tô Nissan. Năm 2021, anh hợp tác với Ray-Ban để sản xuất hai dòng sản phẩm Ray-Ban Aviators và Wayfarers đặc biệt, với tên viết tắt của anh được khắc bằng tay.

## Danh sách phim

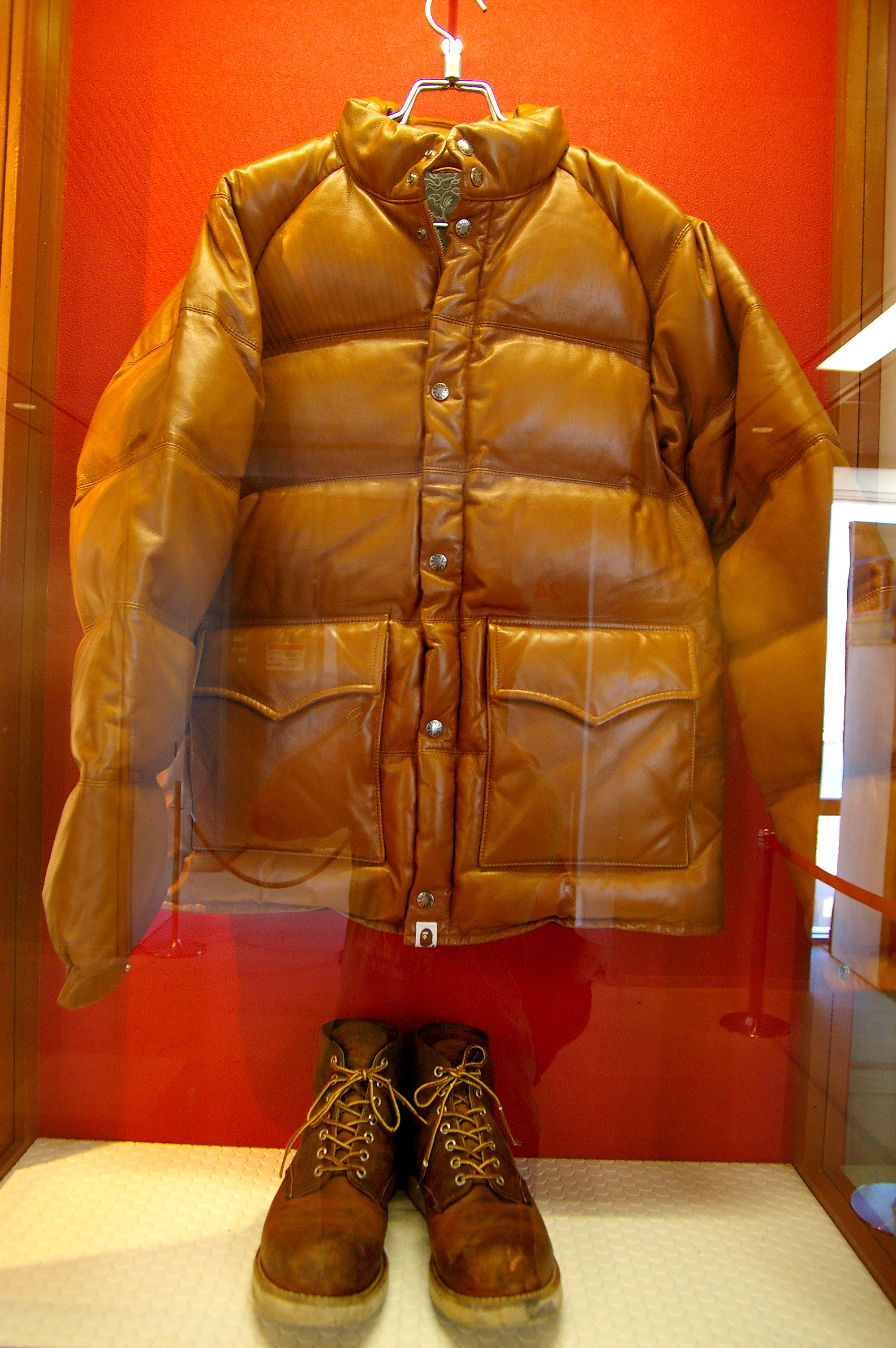
Trang phục của Kimura Takuya trong phim Hero

### Điện ảnh
| Năm  | Tựa phim                                     | Vai diễn                  | Ghi chú            | Chú thích |
| ---- | -------------------------------------------- | ------------------------- | ------------------ | --------- |
| 1994 | Shoot!                                       | Kubo Yoshiharu            | Vai chính          |           |
| 1995 | Fly Boys, Fly                                | Ueda Jyunichiro           | Vai chính          |           |
| 2004 | 2046                                         | Taku                      | Phim Hồng Kông     |           |
| 2004 | Lâu đài bay của pháp sư Howl                 | Howl (lồng tiếng)         | Vai chính          |           |
| 2006 | Bushi no Ichibun                             | Mimura Shinosuke          | Vai chính          |           |
| 2007 | Hero                                         | Kuryu Kohei               | Vai chính          |           |
| 2009 | Và anh đến trong cơn mưa                     | Shitao                    | Phim Pháp          |           |
| 2010 | Redline                                      | JP (lồng tiếng)           | Vai chính          |           |
| 2010 | Space Battleship Yamato                      | Kodai Susumu              | Vai chính          |           |
| 2015 | Hero                                         | Kuryu Kohei               | Vai chính          |           |
| 2017 | Mugen no jūnin                               | Manji                     | Vai chính          |           |
| 2018 | Killing for the Prosecution                  | Mogami Takeshi            | Vai chính          |           |
| 2019 | Khách sạn Masquerade                         | Nitta Kōsuke              | Vai chính          | [ 48 ]    |
| 2020 | Doraemon: Nobita và những bạn khủng long mới | Jill (lồng tiếng)         |                    | [ 49 ]    |
| 2021 | Đêm Masquerade                               | Nitta Kōsuke              | Vai chính          | [ 48 ]    |
| 2023 | The Legend and Butterfly                     | Oda Nobunaga              | Vai chính          | [ 50 ]    |
| 2023 | Kimi-tachi wa Dō Ikiru ka                    | Maki Shoichi (lồng tiếng) | Xuất hiện đặc biệt | [ 51 ]    |

### Truyền hình (vai trò diễn viên)
| Năm       | Tựa chương trình                      | Đài phát sóng | Vai diễn               | Ghi chú                              | Chú thích |
| --------- | ------------------------------------- | ------------- | ---------------------- | ------------------------------------ | --------- |
| 1988–1989 | Abunai Shonen III                     | TV Tokyo      | Chính anh              | Vai chính                            |           |
| 1990      | Jikan Desuyo                          | TBS           |                        |                                      |           |
| 1990      | Ototo                                 | TBS           | Hekiro                 |                                      |           |
| 1991      | Rugby Yattete Yokatta                 | TBS           | Hirai Masaki           |                                      |           |
| 1991      | Romeo and Juliet                      | TV Tokyo      | Romeo                  | Vai chính; phim truyền hình ngắn tập |           |
| 1991      | Sukinanoni                            | TV Tokyo      | Tamura Eiichi          |                                      |           |
| 1992      | Matenro wa Barairo ni                 | TV Tokyo      | Misawa Noboru          | Phim truyền hình ngắn tập            |           |
| 1992      | Tales of the Unusual: season 3        | Fuji TV       | Inakamono              | Vai chính; phim truyền hình ngắn tập |           |
| 1992      | Shojo Ijyou Shounen Miman             | TV Asahi      | Misawa Yuichi          |                                      |           |
| 1992      | Motto, Tokimeki wo                    | NTV           | Chính anh              | Vai khách mời                        |           |
| 1992      | Sono toki Heartwa Nusumareta          | Fuji TV       | Katase Masato          |                                      |           |
| 1993      | Boku dake no Megami                   | TBS           | Takeshi                |                                      |           |
| 1993      | Izu no Odoriko                        | TV Tokyo      | Kawasaki               | Phim truyền hình ngắn tập            |           |
| 1993      | Asunaro Hakusho                       | Fuji TV       | Toride Osamu           |                                      |           |
| 1994      | Kimi ni Tsutaetai                     | TBS           | Yamashita Toru         |                                      |           |
| 1994      | Wakamono no Subete                    | Fuji TV       | Ueda Takeshi           |                                      |           |
| 1995      | Kimi wa Toki no Kanata e              | TV Asahi      | Matsudaira Motoyasu    | Vai chính; phim điện ảnh truyền hình |           |
| 1995      | Jinsei wa Jyojyoda                    | TBS           | Ooue Kazuma            |                                      |           |
| 1995      | Tales of the Unusual: Spring 1995     | Fuji TV       | Oshimoto               | Vai chính; phim truyền hình ngắn tập |           |
| 1996      | Furuhata Ninzaburo                    | Fuji TV       | Hayashi Isao           | Tập 17                               |           |
| 1996      | Long Vacation                         | Fuji TV       | Sena Hidetoshi         | Vai chính                            |           |
| 1996      | Concerto                              | TBS           | Takakura Kakeru        |                                      |           |
| 1997      | Boku ga Boku de Arutame ni            | Fuji TV       | Kurosawa Riki          | Vai chính                            |           |
| 1997      | Gift                                  | Fuji TV       | Hayasaka Yukio         | Vai chính                            |           |
| 1997      | Ii Hito                               | Fuji TV       | Hayasaka Yukio         | Vai khách mời                        |           |
| 1997      | Love Generation                       | Fuji TV       | Katakiri Teppei        | Vai chính                            |           |
| 1998      | Oda Nobunaga: Tenka wo Totta Baka     | TBS           | Oda Nobunaga           | Vai chính; phim điện ảnh truyền hình |           |
| 1998      | Nemureru Mori                         | Fuji TV       | Ito Naoki              | Vai chính                            |           |
| 1999      | Furuhata Ninzaburo vs SMAP            | Fuji TV       | Chính anh              |                                      |           |
| 1999      | Tales of the Unusual: Spring 1999     | Fuji TV       | Kimio                  | Vai chính; phim truyền hình ngắn tập |           |
| 1999      | Konya wa Eigyouchu                    | Fuji TV       | Chính anh              | Vai chính                            |           |
| 2000      | Beautiful Life                        | TBS           | Okishima Shuji         | Vai chính                            |           |
| 2000      | Densetsu no Kyoushi                   | NTV           | Mizutani Yoji          | Vai khách mời; tập 11                |           |
| 2000      | Food Fight                            | NTV           | Kyutaro (lồng tiếng)   |                                      |           |
| 2001      | Hero                                  | Fuji TV       | Kuryu Kohei            | Vai chính                            |           |
| 2001      | Chūshingura 1/47                      | Fuji TV       | Horibe Yasube          | Vai chính; phim điện ảnh truyền hình |           |
| 2001      | Tales of the Unusual: SMAP Special    | Fuji TV       | Yunomoto Naoki         | Vai chính; phim truyền hình ngắn tập |           |
| 2002      | Sora Kara Furu Ichioku no Hoshi       | Fuji TV       | Katase Ryo             | Vai chính                            |           |
| 2003      | Good Luck!!                           | TBS           | Shinkai Hajime         | Vai chính                            |           |
| 2004      | Pride                                 | Fuji TV       | Satonaka Haru          | Vai chính                            |           |
| 2004      | X'smap                                | Fuji TV       | Ajii                   | Vai chính                            |           |
| 2005      | Engine                                | Fuji TV       | Shinzaki Jiro          | Vai chính                            |           |
| 2006      | Saiyūki                               | Fuji TV       | Genyokudaiou           | Vai khách mời; tập 1                 |           |
| 2006      | Hero SP                               | Fuji TV       | Kuryu Kohei            | Vai chính; phim điện ảnh truyền hình |           |
| 2007      | Karei naru Ichizoku                   | TBS           | Manpyo Teppei          | Vai chính                            |           |
| 2008      | Change!                               | Fuji TV       | Keita Asakura          | Vai chính                            |           |
| 2009      | Goro's Bar                            | TBS           | Takuya                 | Vai khách mời                        |           |
| 2009      | Mr. Brain                             | TBS           | Tsukumo Ryusuke        | Vai chính                            |           |
| 2009      | Kochi Kame                            | TBS           | Takubo                 | Vai khách mời; tập 8                 |           |
| 2010      | Tsuki no Koibito Moon Lovers          | Fuji TV       | Hazuki Rensuke         | Vai chính                            |           |
| 2010      | Dokutomato Satsujin Jiken             | TV Asahi      | Chính anh              | Vai chính                            |           |
| 2011      | Antartica                             | TBS           | Kuramochi Takeshi      | Vai chính                            |           |
| 2012      | Priceless                             | Fuji TV       | Kindaichi Fumio        | Vai chính                            |           |
| 2013      | Furuhata vs SMAP The Aftermath        | Fuji TV       | Chính anh              | Vai chính                            |           |
| 2013      | Andō Lloyd: A.I. knows Love?          | Fuji TV       | Ando Roido             | Vai chính                            |           |
| 2014      | Oretachi ni Asu wa aru                | Fuji TV       | Chính anh              | Vai chính                            |           |
| 2014      | Sazae-san                             | Fuji TV       | Chính anh (lồng tiếng) | Tập 7148: "Recipe for a Smile"       |           |
| 2014      | Miyamoto Musashi                      | TV Asahi      | Miyamoto Musashi       | Vai chính; phim truyền hình ngắn tập |           |
| 2014      | Gokuaku Gambo                         | Fuji TV       | Kuryu Kohei            | Vai khách mời; tập 11                |           |
| 2014      | Hero 2                                | Fuji TV       | Kuryu Kohei            | Vai chính                            |           |
| 2015      | I'm Home                              | TV Asahi      | Ieji Hisashi           | Vai chính                            |           |
| 2017      | A Life: A Love                        | TBS           | Okita Kazuaki          | Vai chính                            |           |
| 2018      | BG Personal Bodyguard - Mùa 1         | TV Asahi      | Shimazaki Akira        | Vai chính                            |           |
| 2018      | Jimmy: The True Story of a True Idiot | Netflix       | Diễn viên hài          | Vai khách mời                        |           |
| 2019      | La Grand Maison Tokyo                 | TBS           | Obana Natsuki          | Vai chính                            |           |
| 2020      | BG Personal Bodyguard - Season 2      | TV Asahi      | Shimazaki Akira        | Vai chính                            |           |
| 2020      | Kyojo                                 | Fuji TV       | Kazama Kimichika       | Vai chính; phim truyền hình ngắn tập | [ 52 ]    |
| 2021      | Kyojo 2                               | Fuji TV       | Kazama Kimichika       | Vai chính; phim truyền hình ngắn tập | [ 52 ]    |
| 2022      | 10 Count to the Future                | TV Asahi      | Kirisawa Shōgo         | Vai chính                            | [ 53 ]    |
| 2023      | The Swarm                             | Hulu          | Mifune                 |                                      | [ 54 ]    |
| 2023      | Kazama Kimichika: Kyojo Zero          | Fuji TV       | Kazama Kimichika       | Vai chính                            | [ 52 ]    |

### Truyền hình (vai trò cá nhân)
| Năm          | Tự chương trình | Vai trò                                   | Ghi chú                      |
| ------------ | --------------- | ----------------------------------------- | ---------------------------- |
| 1995–2015    | Sanma&SMAP      | Chính anh (dẫn chính)                     | Truyền hình đặc biệt; 21 tập |
| 1996–2016    | SMAPxSMAP       | Chính anh (dẫn chính, đầu bếp, biểu diễn) |                              |
| 2000–2001    | TV's High       | Chính anh                                 | Dẫn chính                    |
| 2001–2015    | SmaStation      | Chính anh                                 | Vai khách mời                |
| 2003–present | SanTaku         | Chính anh (dẫn chính)                     | Truyền hình đặc biệt; 13 tập |
| 2007–2016    | Baby Smap       | Chính anh (dẫn chính)                     |                              |

### Phát thanh
| Năm          | Tựa chương trình    | Vai trò               | Ghi chú       |
| ------------ | ------------------- | --------------------- | ------------- |
| 1995–2018    | What's Up SMAP      | Chính anh (dẫn chính) | [ 55 ]        |
| 2018–present | Kimura Takuya: FLOW | Chính anh (dẫn chính) | [ 55 ] [ 56 ] |

### Trò chơi video
| Năm  | Tựa game      | Vai diễn        | Ghi chú   |
| ---- | ------------- | --------------- | --------- |
| 2018 | Judgment      | Yagami Takayuki | Vai chính |
| 2021 | Lost Judgment | Yagami Takayuki | Vai chính |

## Giải thưởng
| Tổ chức                                | Năm  | Giải thưởng                                          | Tác phẩm                        | Kết quả   | Chú thích |
| -------------------------------------- | ---- | ---------------------------------------------------- | ------------------------------- | --------- | --------- |
| Giải Ruy băng xanh                     | 2006 | Nam diễn viên chính xuất sắc nhất                    | Bushi no Ichibun                | Hủy đề cử |           |
| Broadcasting Culture Fund Award        | 2000 | Nam diễn viên chính xuất sắc nhất                    | Beautiful Life                  | Đoạt giải | [ 59 ]    |
| Giải Elan d'Or                         | 1994 | Diễn viên mới xuất sắc nhất                          | Shoot!                          | Đoạt giải |           |
| Galaxy Award                           | 1995 | Diễn xuất cá nhân                                    | Wakamono no Subete              | Đoạt giải |           |
| Giải Viện Hàn lâm Nhật Bản             | 2006 | Nam diễn viên chính xuất sắc nhất                    | Bushi no Ichibun                | Hủy đề cử |           |
| Hochi Film Award                       | 2021 | Nam diễn viên chính xuất sắc nhất                    | Đêm Masquerade                  | Đoạt giải |           |
| Japan Film Awards                      | 2006 | Nam diễn viên chính xuất sắc nhất                    | Bushi no Ichibun                | Đề cử     | [ 60 ]    |
| Japan Film Awards                      | 2011 | Nam diễn viên chính xuất sắc nhất                    | Nankyoku Tairiku                | Đoạt giải | [ 60 ]    |
| Hiệp hội các nhà hóa trang Nhật Bản    | 1994 | Nghệ sĩ hóa trang xuất sắc nhất                      | –                               | Đoạt giải | [ 61 ]    |
| Hiệp hội các nhà hóa trang Nhật Bản    | 1995 | Nghệ sĩ hóa trang xuất sắc nhất                      | –                               | Đoạt giải | [ 61 ]    |
| Hiệp hội các nhà hóa trang Nhật Bản    | 1996 | Nghệ sĩ hóa trang xuất sắc nhất                      | –                               | Đoạt giải | [ 61 ]    |
| Hiệp hội các nhà hóa trang Nhật Bản    | 1997 | Nghệ sĩ hóa trang xuất sắc nhất                      | –                               | Đoạt giải | [ 61 ]    |
| Hiệp hội các nhà hóa trang Nhật Bản    | 1998 | Nghệ sĩ hóa trang xuất sắc nhất (Đại sảnh Danh vọng) | –                               | Đoạt giải | [ 61 ]    |
| Nikkan Sports Drama Grand Prix         | 1998 | Nam diễn viên chính xuất sắc nhất                    | Love Generation                 | Đoạt giải |           |
| Nikkan Sports Drama Grand Prix         | 1999 | Nam diễn viên chính xuất sắc nhất                    | Beautiful Life                  | Đoạt giải |           |
| Nikkan Sports Drama Grand Prix         | 2001 | Nam diễn viên chính xuất sắc nhất                    | Hero                            | Đoạt giải |           |
| Nikkan Sports Drama Grand Prix         | 2003 | Nam diễn viên chính xuất sắc nhất                    | Good Luck!!                     | Đoạt giải |           |
| Nikkan Sports Drama Grand Prix         | 2008 | Nam diễn viên chính xuất sắc nhất                    | Change!                         | Đoạt giải |           |
| Nikkan Sports Drama Grand Prix         | 2012 | Nam diễn viên chính xuất sắc nhất                    | Priceless                       | Đoạt giải |           |
| Nikkan Sports Drama Grand Prix         | 2013 | Nam diễn viên chính xuất sắc nhất                    | Ando Lloyd: A.I. knows Love?    | Đoạt giải |           |
| Nikkan Sports Film Awards              | 1994 | Giải Yujiro Ishihara cho nghệ sĩ mới                 | Shoot!                          | Đoạt giải | [ 62 ]    |
| Nikkan Sports Film Awards              | 2006 | Nam diễn viên chính xuất sắc nhất                    | Bushi no Ichibun                | Đoạt giải |           |
| Seoul Drama Awards                     | 2007 | Diễn xuất (vai chính) xuất sắc nhất                  | Karei naru Ichizoku             | Đoạt giải |           |
| Giải Viện Hàn lâm Truyền hình Nhật Bản | 1994 | Trang phục đẹp nhất                                  | Wakamono no Subete              | Đoạt giải | [ 63 ]    |
| Giải Viện Hàn lâm Truyền hình Nhật Bản | 1995 | Trang phục đẹp nhất                                  | Jinsei wa Jojo da               | Đoạt giải |           |
| Giải Viện Hàn lâm Truyền hình Nhật Bản | 1996 | Nam diễn viên chính xuất sắc nhất                    | Long Vacation                   | Đoạt giải |           |
| Giải Viện Hàn lâm Truyền hình Nhật Bản | 1996 | Nam diễn viên chính xuất sắc nhất                    | Concerto                        | Đoạt giải |           |
| Giải Viện Hàn lâm Truyền hình Nhật Bản | 1997 | Dàn diễn viên xuất sắc nhất                          | Gift                            | Đoạt giải |           |
| Giải Viện Hàn lâm Truyền hình Nhật Bản | 1997 | Nam diễn viên chính xuất sắc nhất                    | Love Generation                 | Đoạt giải |           |
| Giải Viện Hàn lâm Truyền hình Nhật Bản | 1998 | Nam diễn viên chính xuất sắc nhất                    | Nemureru Mori                   | Đoạt giải |           |
| Giải Viện Hàn lâm Truyền hình Nhật Bản | 1999 | Nam diễn viên chính xuất sắc nhất                    | Beautiful Life                  | Đoạt giải |           |
| Giải Viện Hàn lâm Truyền hình Nhật Bản | 2001 | Nam diễn viên chính xuất sắc nhất                    | Hero                            | Đoạt giải |           |
| Giải Viện Hàn lâm Truyền hình Nhật Bản | 2002 | Nam diễn viên chính xuất sắc nhất                    | Sora Kara Furu Ichioku no Hoshi | Đoạt giải |           |
| Giải Viện Hàn lâm Truyền hình Nhật Bản | 2005 | Nam diễn viên chính xuất sắc nhất                    | Engine                          | Đề cử     |           |
| Giải Viện Hàn lâm Truyền hình Nhật Bản | 2007 | Nam diễn viên chính xuất sắc nhất                    | Karei naru Ichizoku             | Đoạt giải |           |
| Giải Viện Hàn lâm Truyền hình Nhật Bản | 2008 | Nam diễn viên chính xuất sắc nhất                    | Change!                         | Đoạt giải |           |
| Giải Viện Hàn lâm Truyền hình Nhật Bản | 2009 | Nam diễn viên chính xuất sắc nhất                    | Mr. Brain                       | Đề cử     |           |
| Giải Viện Hàn lâm Truyền hình Nhật Bản | 2012 | Nam diễn viên chính xuất sắc nhất                    | Priceless                       | Đoạt giải |           |
| Giải Viện Hàn lâm Truyền hình Nhật Bản | 2014 | Nam diễn viên chính xuất sắc nhất                    | Hero 2                          | Đoạt giải |           |
| Giải Viện Hàn lâm Truyền hình Nhật Bản | 2019 | Nam diễn viên chính xuất sắc nhất                    | Grand Maison Tokyo              | Đoạt giải | [ 64 ]    |
| Tokyo Sports Film Awards               | 2006 | Nam diễn viên chính xuất sắc nhất                    | Bushi no Ichibun                | Đoạt giải |           |
| TV Life Annual Drama Grand Prix        | 1996 | Nam diễn viên chính xuất sắc nhất                    | Long Vacation                   | Đoạt giải |           |
| TV Life Annual Drama Grand Prix        | 1997 | Nam diễn viên chính xuất sắc nhất                    | Gift                            | Đoạt giải |           |
| TV Life Annual Drama Grand Prix        | 1997 | Nam diễn viên chính xuất sắc nhất                    | Love Generation                 | Đoạt giải |           |
| TV Life Annual Drama Grand Prix        | 2000 | Nam diễn viên chính xuất sắc nhất                    | Beautiful Life                  | Đoạt giải |           |
| TV Life Annual Drama Grand Prix        | 2001 | Nam diễn viên chính xuất sắc nhất                    | Hero                            | Đoạt giải |           |
| TV Navi Drama of the Year              | 2007 | Diễn xuất (vai chính) xuất sắc nhất                  | Karei naru Ichizoku             | Đoạt giải |           |
| TV Navi Drama of the Year              | 2013 | Diễn xuất (vai chính) xuất sắc nhất                  | Ando Lloyd: A.I. knows Love?    | Đoạt giải |           |
| TV Station Drama Awards                | 2000 | Nam diễn viên chính xuất sắc nhất                    | Beautiful Life                  | Đoạt giải |           |
| TV Station Drama Awards                | 2001 | Nam diễn viên chính xuất sắc nhất                    | Hero                            | Đoạt giải |           |
| NAVGTR Awards                          | 2019 | Diễn xuất chính trong phim truyền hình xuất sắc nhất | Judgment                        | Đề cử     | [ 65 ]    |
| Famitsu Dengeki Game Awards            | 2021 | Nam diễn viên chính xuất sắc nhất                    | Lost Judgment                   | Đoạt giải | [ 66 ]    |

## Ấn phẩm
- Kai-Ho-Ku (24 tháng 4 năm 2003) ISBN 978-4087803778
- Kai-Ho-Ku 2 (30 tháng 9 năm 2011) ISBN 978-4087806137
- Kimura Takuya (1996) ISBN 978-4533026430
- Percentage (11 tháng 11 năm 2006) ISBN 978-4838717262
- Kimura Takuya x Men's Non-No Endless (30 tháng 9 năm 2011) ISBN 978-4087806144